# 竹料站 (地铁)
竹料站是广州地铁14号线的一座高架车站，位於中國廣東省廣州市白云区105国道（广从公路）角隆路口。车站于2018年12月28日随14號線一期通车而启用。

## 車站結構

### 车站楼层
本站共有三层，地面为設備層，车站附近为105國道、城际竹料站以及其他建筑，地上二層為站廳層，地上三层為月台層。
| 地上三层 | 侧式站台 | 侧式站台                                                 | 侧式站台 | 侧式站台 |
|          | 2 站台   | █14号线 嘉禾望岗方向（下站：太和）                       |          |          |
|          | 1 站台   | █14号线 东风方向（下站：钟落潭）                         |          |          |
|          | 侧式站台 |                                                          |          |          |
| 地上二层 | 站厅     | 售票機、客服中心、商店、警务室、安检设施、卫生间、母婴室 |          |          |
| 地面     | 出入口   | 设备房及市政设施                                         |          |          |

### 站厅

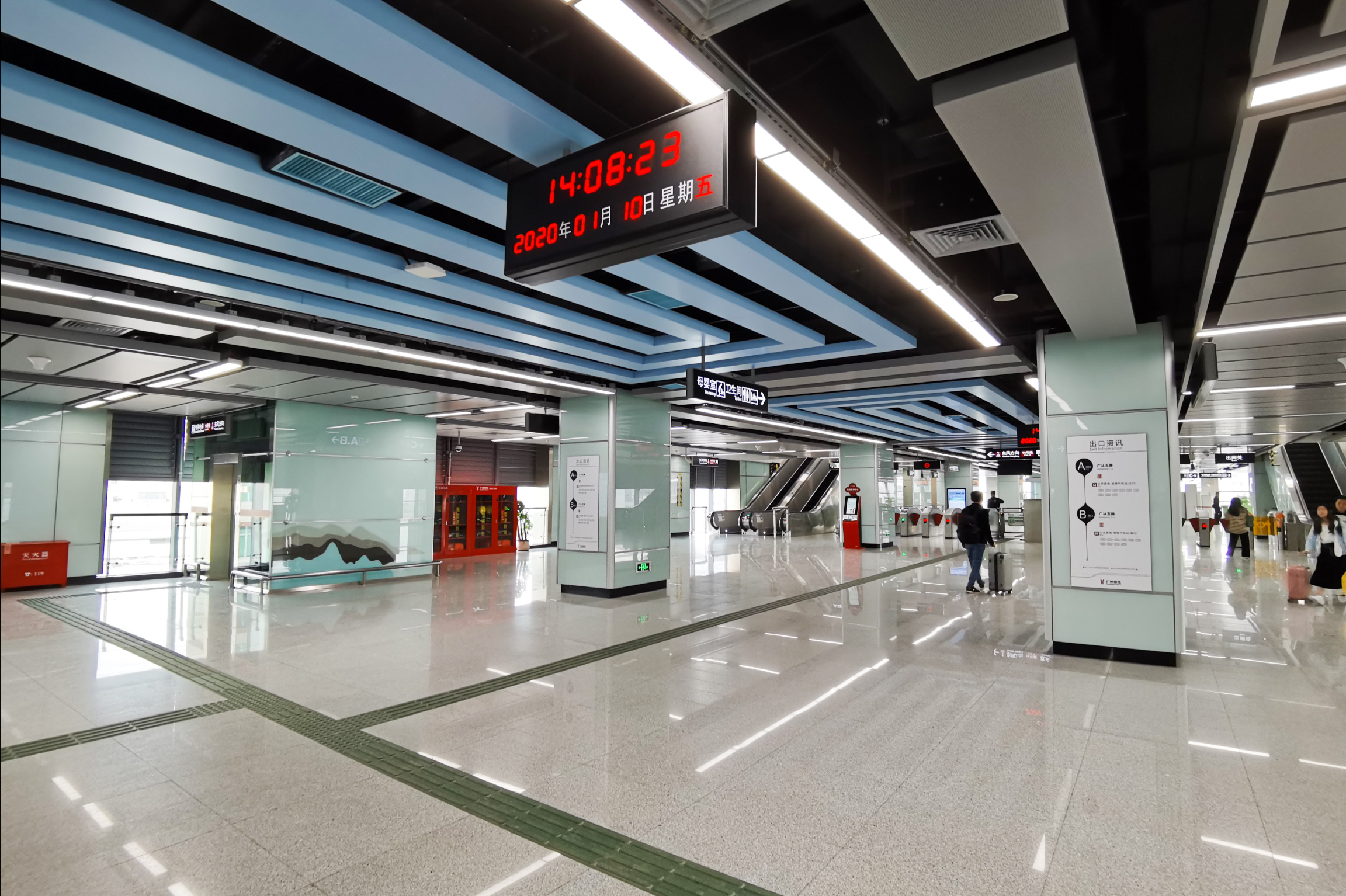
站厅

竹料站站厅設有售票機及客務中心；亦设有便利店、自动售卖机和自动售卡/充值机等自助服务设施。
为方便行人进出，竹料站站厅中心被划分为收费区，收费区内各自设有三條扶手电梯、兩組楼梯和一台专用电梯供乘客前往不同方向的月台。
另外，本站的卫生间及母婴室均设于站厅非付费区东南侧。

### 月台

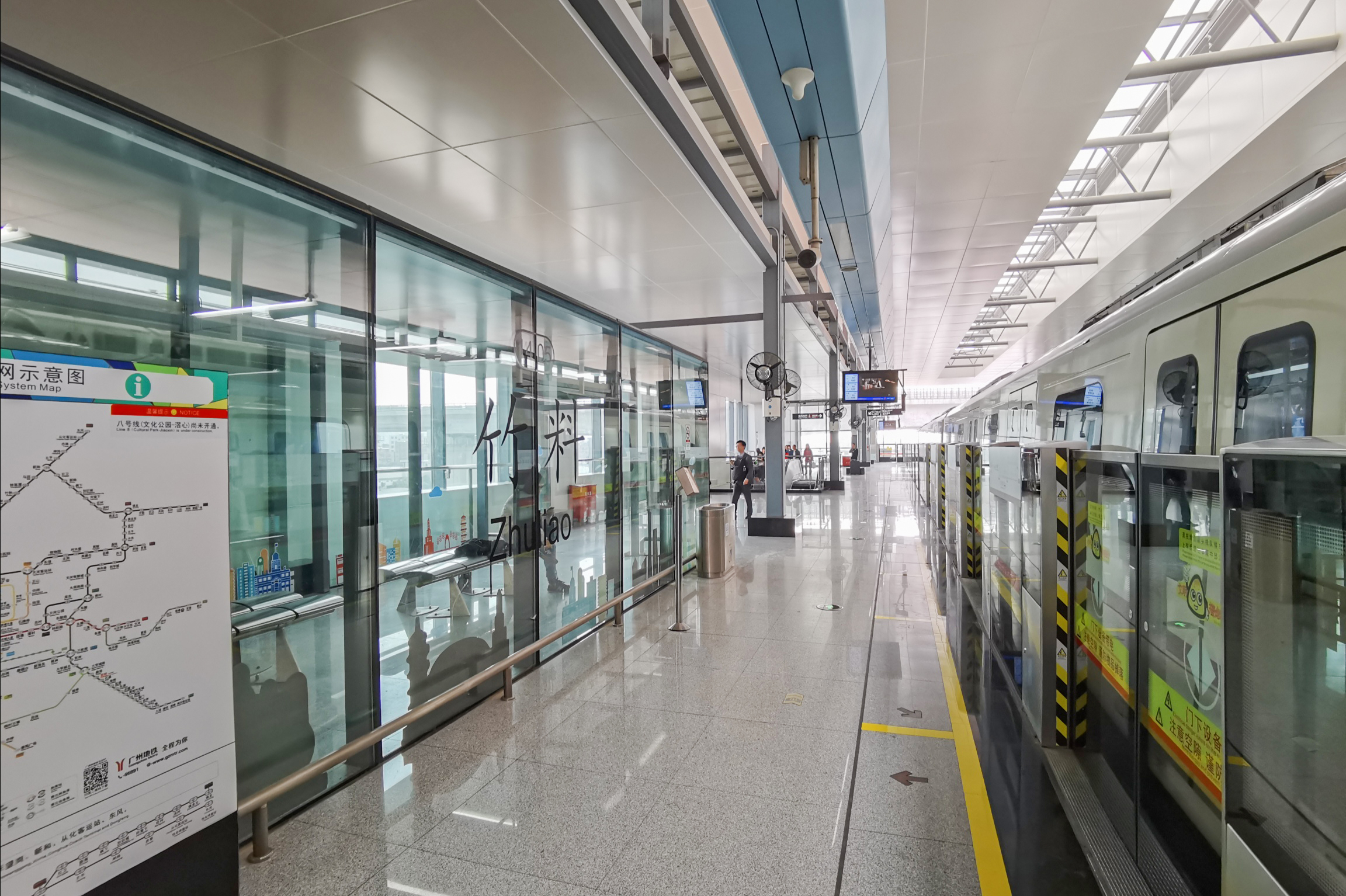
1号月台

竹料站在105國道中心的上空设有两个侧式月台。

2号站台全景图

### 出入口
竹料站共设有3个出入口供乘客进出。受到站厅付费区划分影响，本站C出入口在非收费区范围不能连通车站其它出入口。
另外，C口所在的附属结构与建设中的新白广城际竹料站相连。
|                                           |                                                       |      |          |                            |
| 編號                                      | 设施                                                  | 图片 | 出口指示 | 建議前往的目的地           |
| A                                         | 盲道标志 · 升降机标志 · 无障碍通道标志 · 扶手电梯标志 |      | 廣從五路 | 地铁竹料站公交车站（北行） |
| B                                         | 盲道标志 · 升降机标志 · 无障碍通道标志 · 扶手电梯标志 |      | 廣從五路 | 地铁竹料站公交车站（南行） |
| C                                         | 盲道标志 · 升降机标志 · 无障碍通道标志 · 扶手电梯标志 |      | 廣從五路 |                            |
| 註： 設有 \| 設有 \| 設有 \| 設有扶手電梯 |                                                       |      |          |                            |

## 接驳交通
| 公交（地铁竹料站） \| 编号 \| 编号 \| 线路 \| 线路 \| 线路 \| 收费 \| 备注 \| \| ---- \| ---- \| ---------------------- \| ---------------------- \| ------------------------ \| ---------------------- \| ---------------------- \| \| \| 473 \| 乌溪村 \| ⇆ \| 寮采（世外桃源） \| 2元 \| \| \| \| 650 \| 大罗村（省女子监狱） \| ⇆ \| 知识城南（地铁何棠下站） \| 3元 \| \| \| \| 709 \| 花都北兴 \| ⇆ \| 钟落潭（白云星汇城） \| 3元 \| 经莘田村 \| \| \| 710 \| 已于2024年8月11日停办 \| 已于2024年8月11日停办 \| 已于2024年8月11日停办 \| 已于2024年8月11日停办 \| 已于2024年8月11日停办 \| \| \| 724 \| 和瑞路 \| ⇆ \| 白沙村（广外南国商学院） \| 3元 \| \| \| \| 732 \| 钟落潭公交总站 \| ⇆ \| 大罗村（省女子监狱） \| 2元 \| \| \| \| 733 \| 虎塘村委 \| ⇆ \| 米岗村 \| 2元 \| \| \| \| 808 \| 已于2025年5月1日停办 \| 已于2025年5月1日停办 \| 已于2025年5月1日停办 \| 已于2025年5月1日停办 \| 已于2025年5月1日停办 \| \| \| 842 \| 已于2023年11月26日停办 \| 已于2023年11月26日停办 \| 已于2023年11月26日停办 \| 已于2023年11月26日停办 \| 已于2023年11月26日停办 \| \| \| 976 \| 竹三村 \| ⇆ \| 太和 \| 2元 \| \| \| \| 979 \| 马洞森林公园 \| ⇆ \| 良田村委 \| 2元 \| \| |      |                        |                        |                          |                        |                        |
| 编号 | 编号 | 线路                   | 线路                   | 线路                     | 收费                   | 备注                   |
| | 473  | 乌溪村                 | ⇆                      | 寮采（世外桃源）         | 2元                    |                        |
| | 650  | 大罗村（省女子监狱）   | ⇆                      | 知识城南（地铁何棠下站） | 3元                    |                        |
| | 709  | 花都北兴               | ⇆                      | 钟落潭（白云星汇城）     | 3元                    | 经莘田村               |
| | 710  | 已于2024年8月11日停办  | 已于2024年8月11日停办  | 已于2024年8月11日停办    | 已于2024年8月11日停办  | 已于2024年8月11日停办  |
| | 724  | 和瑞路                 | ⇆                      | 白沙村（广外南国商学院） | 3元                    |                        |
| | 732  | 钟落潭公交总站         | ⇆                      | 大罗村（省女子监狱）     | 2元                    |                        |
| | 733  | 虎塘村委               | ⇆                      | 米岗村                   | 2元                    |                        |
| | 808  | 已于2025年5月1日停办   | 已于2025年5月1日停办   | 已于2025年5月1日停办     | 已于2025年5月1日停办   | 已于2025年5月1日停办   |
| | 842  | 已于2023年11月26日停办 | 已于2023年11月26日停办 | 已于2023年11月26日停办   | 已于2023年11月26日停办 | 已于2023年11月26日停办 |
| | 976  | 竹三村                 | ⇆                      | 太和                     | 2元                    |                        |
| | 979  | 马洞森林公园           | ⇆                      | 良田村委                 | 2元                    |                        |

## 歷史
本站最早在2003年的地铁规划方案出现，為當時的新华线的其中一個車站。後來新華線分拆為來往花都區的9號線和來往從化區的14號線，本站成為14號線的車站之一。 本站在规划及建設時命名为竹料站。2018年3月，廣州地鐵集團向廣州市民政局地名委員會申報十四号线车站沿线站名，最終經公示確定以竹料站作為車站正式名稱。
2018年9月26日，包括本站在内，14号线嘉禾望岗至马沥段举行“三权移交”，随即展开运营调试，随后于同年12月28日下午2时，本站随14號線一期通车而启用。
2022年年末疫情期间，本站曾受防控措施影响，于2022年11月21日至27日暂停服务。